# Vriesea neoglutinosa
Vriesea neoglutinosa là một loài thuộc chi Vriesea. Đây là loài đặc hữu của Brasil.